# متروی گلاسگو
متروی گلاسگو (انگلیسی: Glasgow Subway) سیستم قطار شهری زیرزمینی در شهر گلاسگو، اسکاتلند است.
این مترو که در سال ۱۸۹۶ تأسیس شده، دارای ۱ خط، ۱۵ ایستگاه و ۱۰٫۵ کیلومتر طول می‌باشد.

## نگارخانه

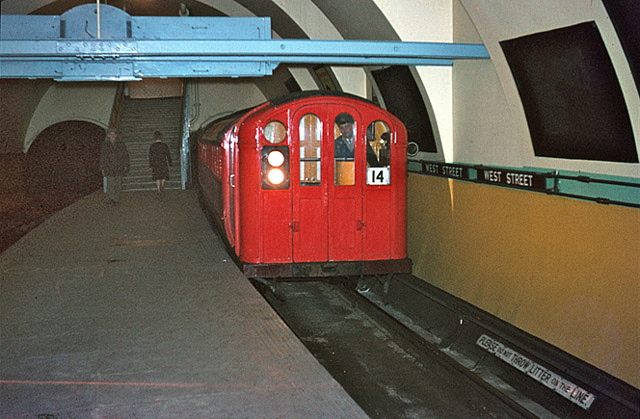
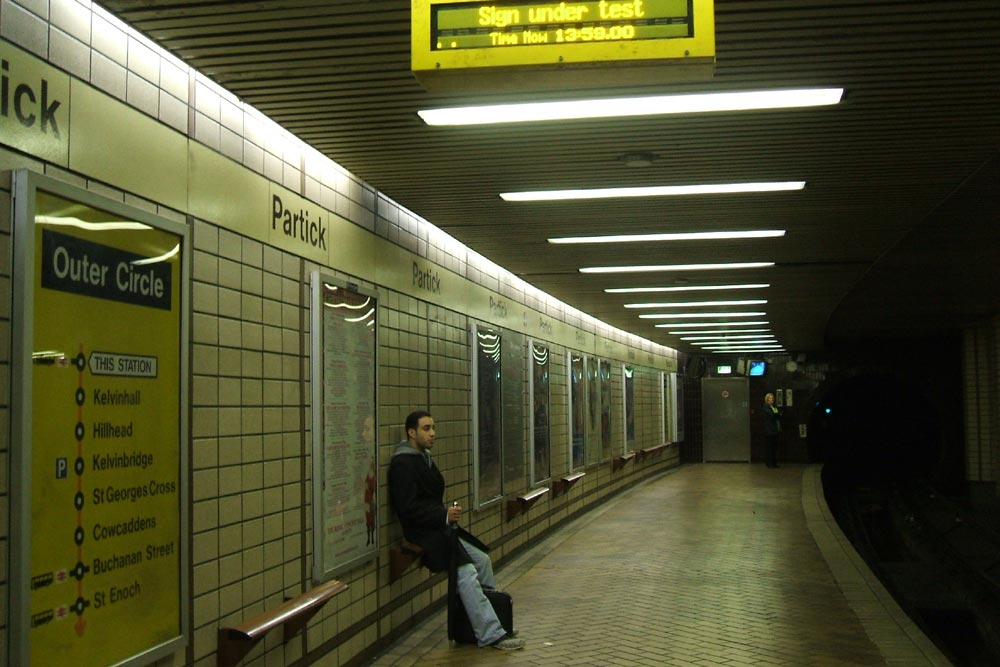
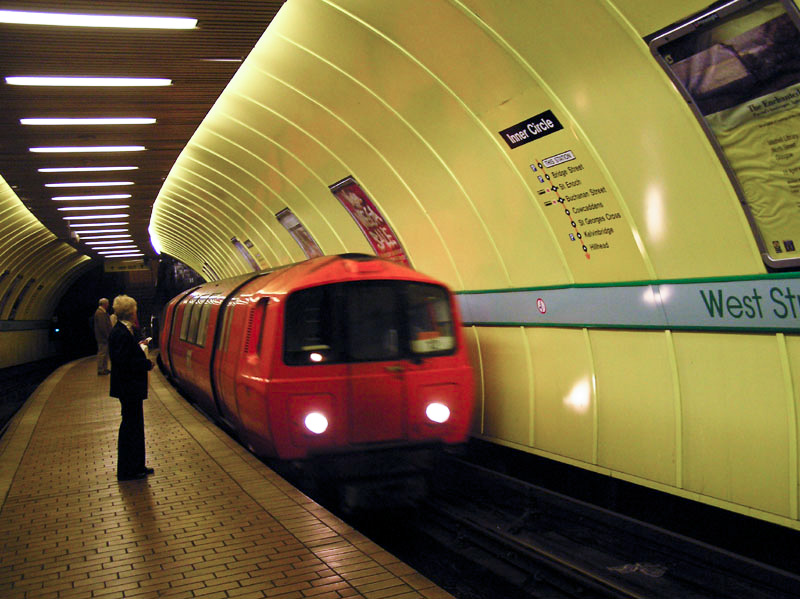
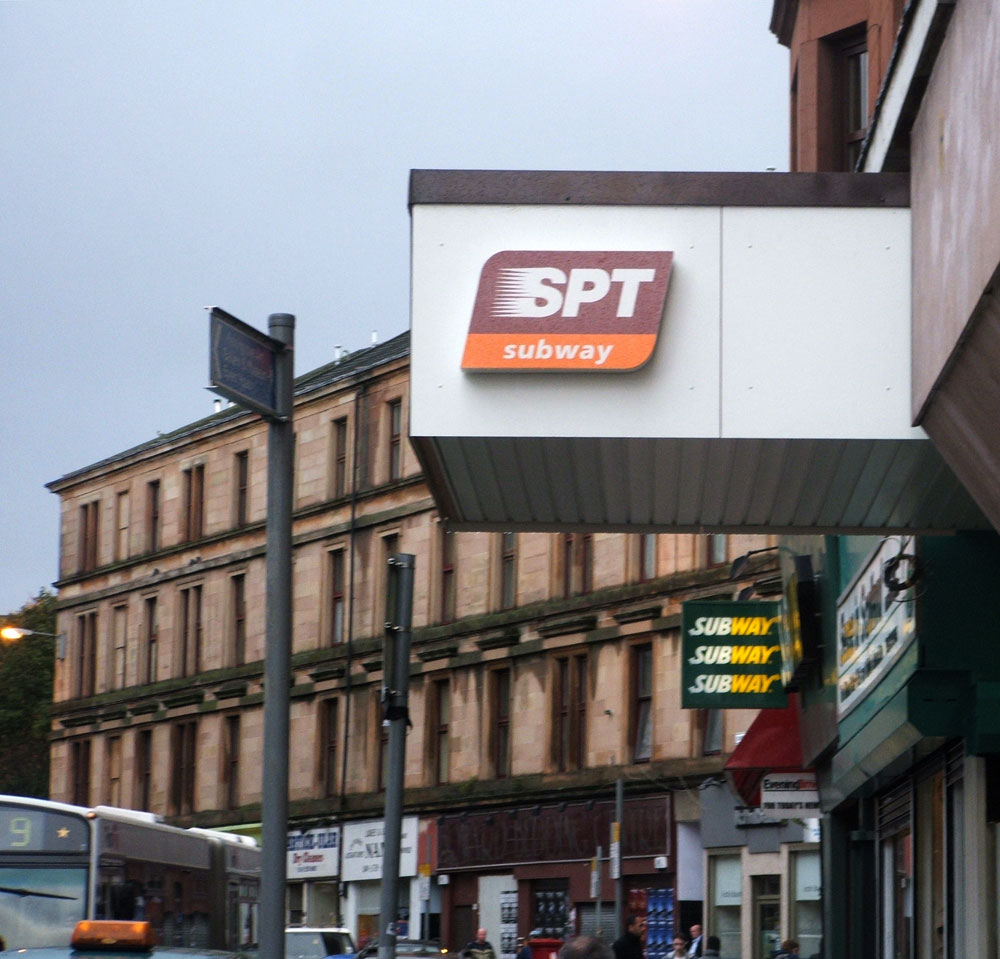
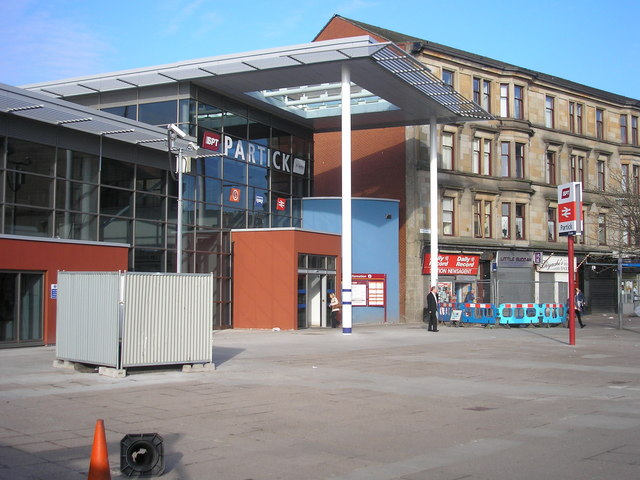
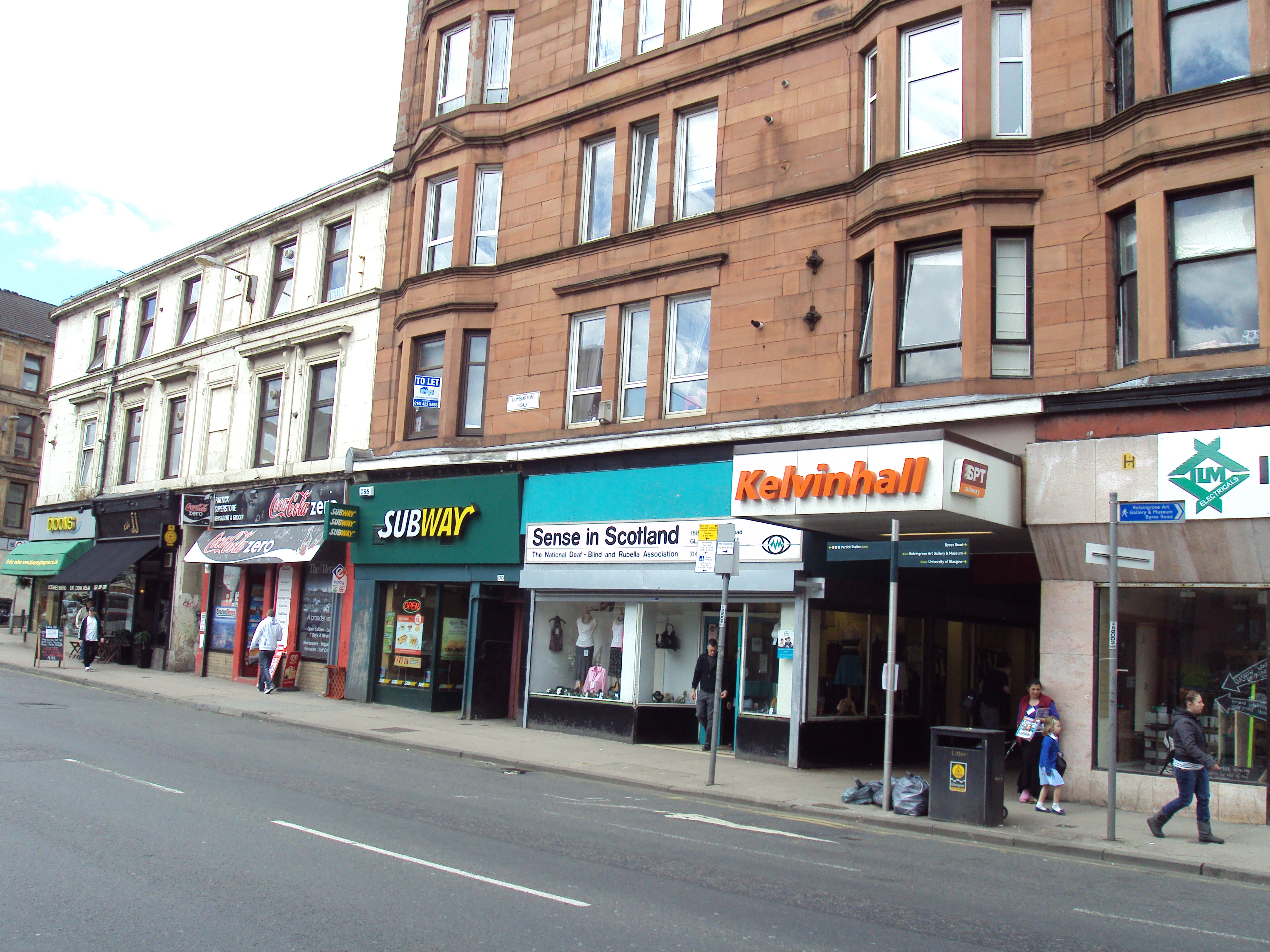
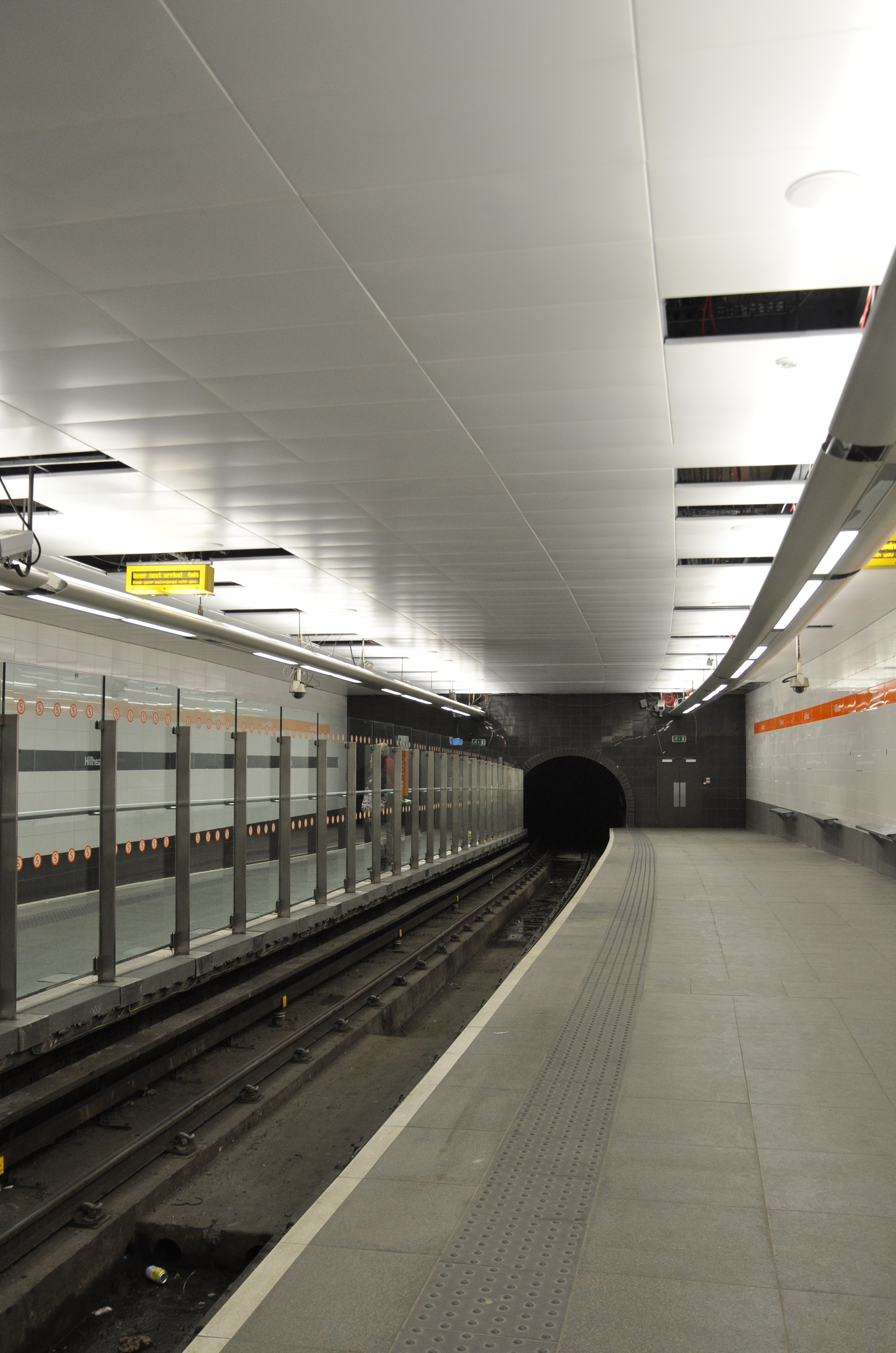
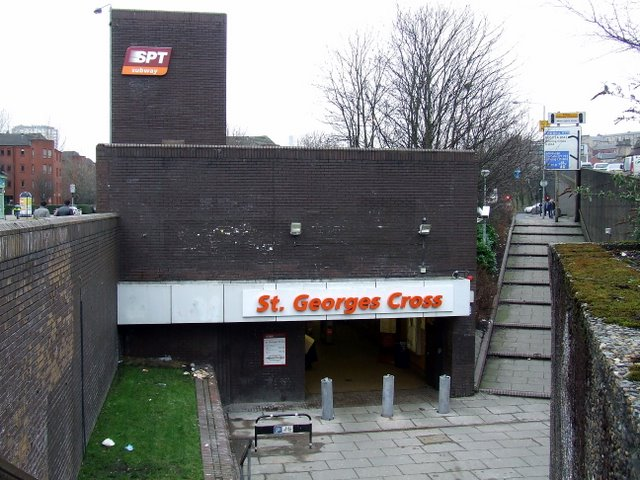
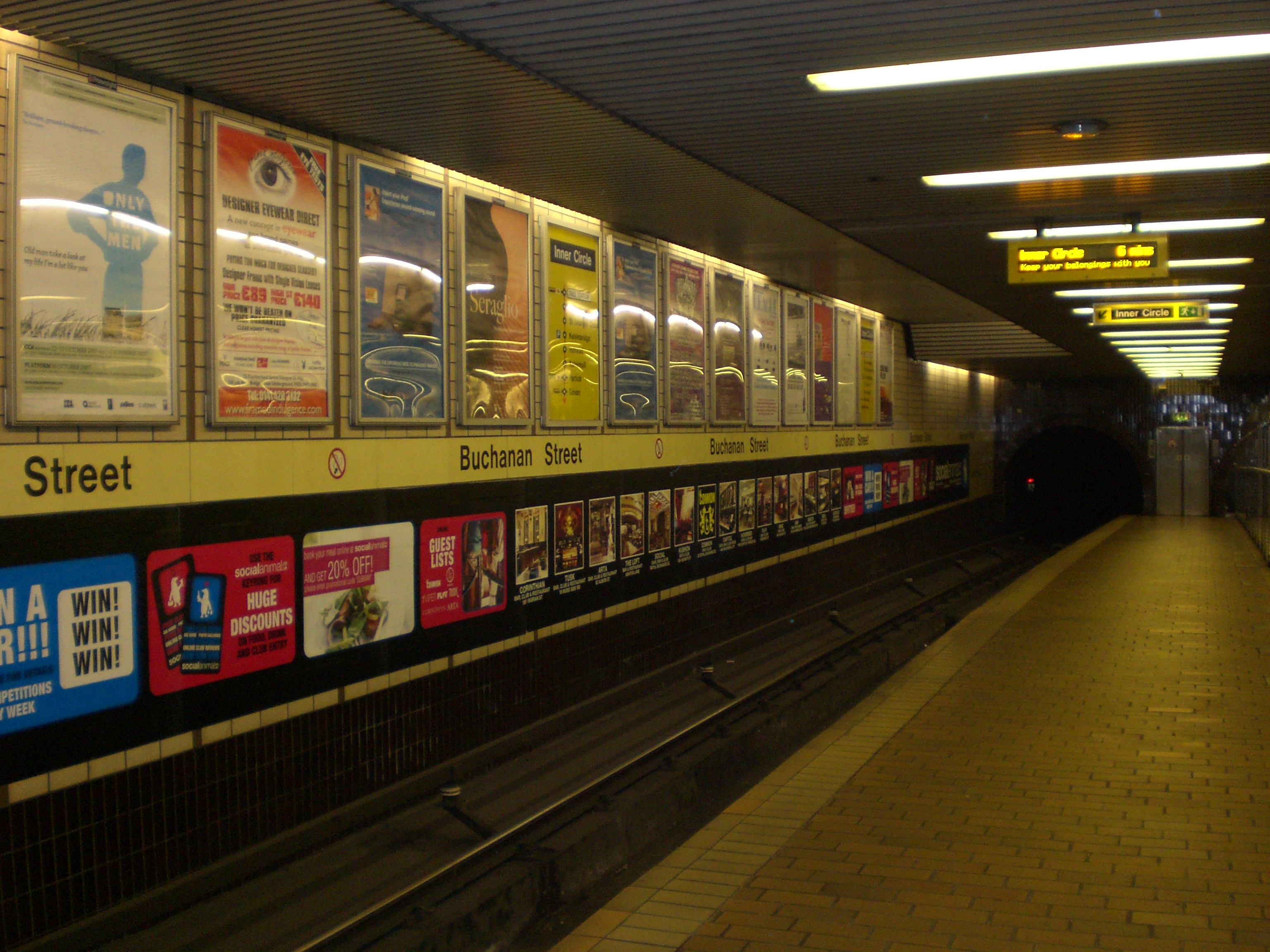
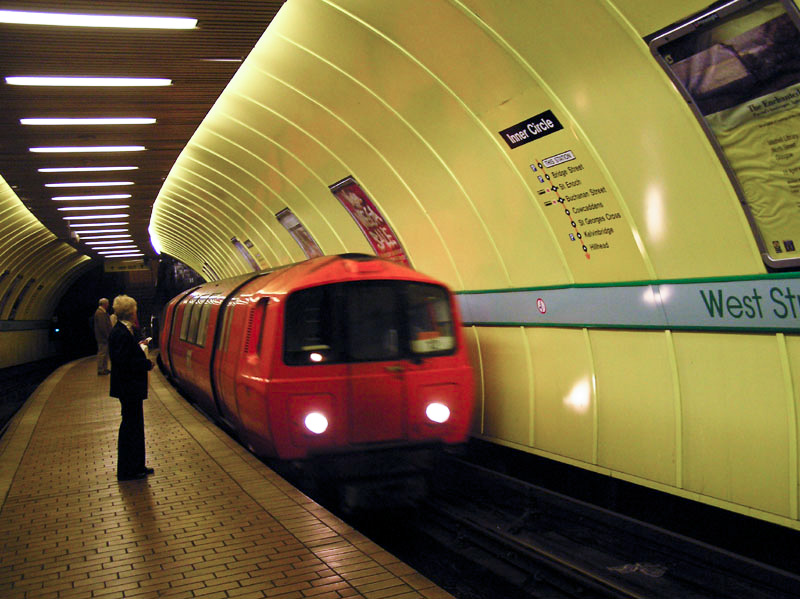